# Championnats du monde juniors de ski alpin 1992
Navigation
Édition précédente Édition suivante
Les Championnats du monde juniors de ski alpin 1992 sont la onzième édition des Championnats du monde juniors de ski alpin. Ils se déroulent du 25 février au 1er mars 1992 à Maribor, en Slovénie. L'édition comporte dix épreuves : descente, super G, slalom géant, slalom et combiné dans les catégories féminine et masculine. Les combinés ne sont pas des courses supplémentaires mais la combinaison des résultats des descentes, slaloms géants et slaloms. Avec six médailles dont quatre titres, la Suède est la nation avec le meilleur bilan, devant l'Allemagne et la Slovénie. Côté performances individuelles, l'Allemande Regina Häusl se distingue avec deux titres mais c'est le Suédois Tobias Hellman qui marque l'édition en remportant trois titres et une médaille dans chaque discipline,.

## Tableau des médailles
| Rang  | Nation        | Or | Argent | Bronze | Total |
| ----- | ------------- | -- | ------ | ------ | ----- |
| 1     | Suède         | 4  | 1      | 1      | 6     |
| 2     | Allemagne     | 2  | 0      | 0      | 2     |
| 3     | Slovénie      | 1  | 2      | 2      | 5     |
| 4     | Suisse        | 1  | 2      | 0      | 3     |
| 5     | Italie        | 1  | 1      | 0      | 2     |
| 6     | États-Unis    | 1  | 0      | 0      | 1     |
| 7     | Autriche      | 0  | 3      | 3      | 6     |
| 8     | France        | 0  | 1      | 1      | 2     |
| 9     | Canada        | 0  | 0      | 1      | 1     |
| 9     | Liechtenstein | 0  | 0      | 1      | 1     |
| 9     | Norvège       | 0  | 0      | 1      | 1     |
| 9     | Russie        | 0  | 0      | 1      | 1     |
| Total | Total         | 10 | 10     | 11     | 31    |

## Podiums

### Hommes
| Épreuves                     | Or                            | Argent                | Bronze                                             |
| ---------------------------- | ----------------------------- | --------------------- | -------------------------------------------------- |
| Descente 25 février 1992     | Michael Makar (it) États-Unis | Josef Strobl Autriche | Tobias Hellman Suède Wolfgang Rieder (it) Autriche |
| Super G 26 février 1992      | Tobias Hellman Suède          | Josef Strobl Autriche | Jürgen Hasler (it) Liechtenstein                   |
| Slalom géant 28 février 1992 | Michel Stuffer (it) Italie    | Tobias Hellman Suède  | Torbjørn Søgaard Norvège                           |
| Slalom 1er mars 1992         | Tobias Hellman Suède          | Didier Plaschy Suisse | Kilian Albrecht Autriche                           |
| Combiné, 1er mars 1992       | Tobias Hellman Suède          | Didier Plaschy Suisse | Gaëtan Llorach France                              |

### Femmes
| Épreuves                     | Or                          | Argent                         | Bronze                         |
| ---------------------------- | --------------------------- | ------------------------------ | ------------------------------ |
| Descente 25 février 1992     | Céline Dätwyler (it) Suisse | Alexandra Meissnitzer Autriche | Svetlana Novikova (it) Russie  |
| Super G 26 février 1992      | Regina Häusl Allemagne      | Morena Gallizio Italie         | Alexandra Meissnitzer Autriche |
| Slalom géant 27 février 1992 | Regina Häusl Allemagne      | Špela Pretnar Slovénie         | Lea Ribarič (sl) Slovénie      |
| Slalom 29 février 1992       | Urška Hrovat Slovénie       | Christel Pascal France         | Edith Rozsa (it) Canada        |
| Combiné, 29 février 1992     | Erika Hansson Suède         | Mojca Suhadolc Slovénie        | Špela Pretnar Slovénie         |